# Lotte Kéry
Lotte Kéry (* 1958) ist eine deutsche Historikerin mit einem Forschungsschwerpunkt in der Geschichte des mittelalterlichen Kirchenrechts.
Sie wurde 1991 an der RWTH Aachen mit einer Arbeit zur Gründung des Bistums Arras zum Dr. phil. promoviert. Im Jahr 1999 publizierte sie eine viel beachtete Bibliographie, die die handschriftliche Überlieferung der Kanones-Sammlungen aus der Zeit vor dem Decretum Gratiani sowie die einschlägige Forschungsliteratur verzeichnet. Ihre im Jahr 2003 von der Universität Bonn angenommene Habilitationsschrift entstand in einem DFG-Forschungsprojekt zur Entstehung des modernen Strafrechts. Anhand zahlreicher Beispiele, darunter der zentralen Frage nach der Unterscheidung von ‚Buße‘ und ‚Strafe‘ untersuchte sie den Beitrag des mittelalterlichen Kirchenrechts zu modernen strafrechtlichen Vorstellungen. Die Druckfassung wurde als opus magnum bezeichnet.
Lotte Kéry hat mehrfach den Lehrstuhl für mittelalterliche Geschichte in Bonn vertreten. Seit 2003 ist sie dort auch außerplanmäßige Professorin. Sie war an verschiedenen Forschungsprojekten beteiligt.

## Schriften
- Die Errichtung des Bistums Arras 1093/1094 (= Beihefte der Francia Band 33). Thorbecke, Sigmaringen 1994, ISBN 3-7995-7333-X; Digitalisat, Digitalisat.
- Canonical Collections of the Early Middle Ages (ca. 400–1140): A Bibliographical Guide to the Manuscripts and Literature (= History of Medieval Canon Law [Band 1]). Catholic University of America Press, Washington 1999; Digitalisat.
- Gottesfurcht und irdische Strafe. Der Beitrag des mittelalterlichen Kirchenrechts zur Entstehung des öffentlichen Strafrechts. Böhlau, Köln/Weimar/Wien 2006, ISBN 978-3-412-32605-0.